# Executive Complex
El Executive Complex es un rascacielos localizado en la ciudad de San Diego, California. Fue construido en 1963 y se convirtió en el edificio más alto de San Diego con 107 metros y 25 pisos. El edificio se encuentra localizado entre las calles Broadway y la Segunda Avenida.